# 개개비사촌

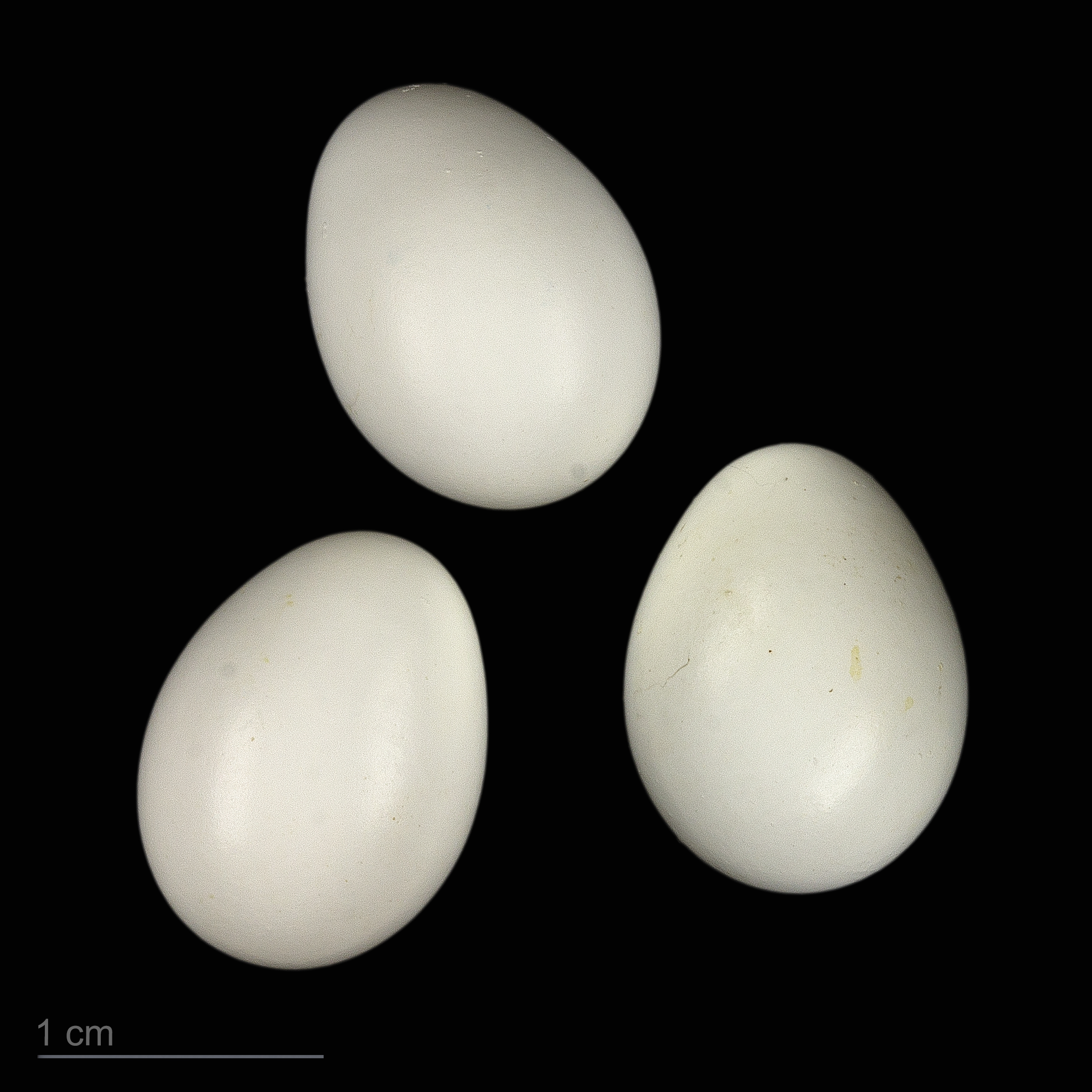
Cisticola juncidis cisticola

개개비사촌(학명: Cisticola juncidis)은 참새목 개개비사촌과에 속하는 새이다. 유럽 남부를 비롯하여 아프리카, 남아시아, 대한민국 제주도 일대에 서식하고 있다.
같은 참새목의 개개비와는 분류 계통이 다른 생물이다. 둘 다 습지의 갈대숲과 같은 곳에 살지만, 몸길이 18 cm 정도의 개개비와 달리 개개비사촌은 몸길이 10-12 cm 정도이고 "개, 개, 삐, 삐"하고 우는 개개비와 달리 "삐릿, 삐릿"하는 울음을 낸다. 두 새의 서식지가 겹쳐서 개개비사촌이란 이름이 붙었다.

## 생김새
몸 길이는 10 - 12 cm 정도로 등쪽으로 갈색 깃털이 나 있고 배쪽 깃털은 희다. 등에 검은 줄무늬가 있으며 수컷의 무늬가 암컷보다 더 뚜렷하지만 암수에 따른 생김새 차이는 적다.

## 생활
평소에는 수풀에 숨어 지내기 때문에 발견하기 어렵지만 짝짓기 철에는 수풀 밖에서도 발견된다.
대부분 텃새로 생활하지만 동아시아 일부 지역에서는 겨울에 남쪽으로 이동하는 철새로 살기도 한다. 히말라야산맥에 서식하는 것은 여름엔 해발 1,900 미터 정도에 살다가 겨울엔 1,300 미터까지 내려와 생활한다. 유럽에 사는 것들은 북유럽의 추운 겨울을 피해 이동하는 경향을 보인다. 개개비사촌은 매우 작은 조류로 적은 수의 무리를 지어 생활한다.

## 짝짓기
짝짓기는 보통 1년에 두 번 한다. 수컷 한 마리가 여러 암컷과 짝짓기를 하는 것이 일반적이지만 암수 한 쌍이 배우자를 바꾸지 않고 생활하는 경우도 종종 있다. 짝짓기철이 되면 수컷이 수풀 속 깊숙한 곳에 둥지를 만들고 암컷을 부른다. 둥지는 살아있는 풀을 접어 만든 뒤 그 위로 부드러운 풀잎을 깐다. 암컷이 수컷의 부름에 응해 둥지에 자리잡으면 짝짓기를 하고 알을 낳는다. 한 번에 낳는 알의 수는 3 - 6 개 정도로 부화까지는 10일 정도가 걸린다. 암컷은 때때로 짝을 바꿔 다른 둥지를 튼 수컷에게 가버릴 수 있다. 암컷이 다른 짝을 맞아 떠나가 버리면 수컷은 같은 자리 근처에 새 둥지를 만들고 다른 암컷을 불러들인다. 수컷은 암컷을 맞을 때까지 매일 새 둥지를 짓는다. 암컷은 생후 1년 정도부터 짝짓기를 할 수 있을 만큼 성숙한다.

## 기후변화 지표종
개개비사촌은 대한민국 환경부가 지정한 기후변화 지표종이다.